# Timothy Reed
Timothy Reed (7 de marzo de 1985) es un deportista australiano que compitió en triatlón. Ganó una medalla de oro en el Campeonato Mundial de Ironman 70.3 de 2016.

## Palmarés internacional
| Campeonato Mundial | Campeonato Mundial     | Campeonato Mundial | Campeonato Mundial |
| Año                | Lugar                  | Medalla            | Prueba             |
| ------------------ | ---------------------- | ------------------ | ------------------ |
| 2016               | Mooloolaba (Australia) | Medalla de oro     | Individual         |